# Circoscrizione di Deylaman
La Circoscrizione di Deylaman farsi دیلمان, è un bakhsh (circoscrizione) situato nello Shahrestān di Siahkal, nella Provincia di Gilan. Secondo i dati del censimento effettuato nel 2006, si contavano 12721 persone divise in 3650 famiglie. All'interno della circoscrizione è presente una città: Deylaman. Sono presenti inoltre due distretti rurali: il Distretto rurale di Deylaman e il Distretto rurale di Pir Kuh.